# Genaro Borrás
Genaro Borrás Sanjurjo (Vigo, 26 de diciembre de 1945-Vigo,15 de mayo de 2008)  fue un médico gallego especializado en medicina deportiva y conocido por ser el médico de la selección española de fútbol y del Real Club Celta de Vigo.

## Biografía
Nacido en Vigo el 26 de diciembre de 1945, se licenció en medicina en la Universidad de Santiago de Compostela y además también se especializó en traumatología y cirugía ortopédica en la Universidad Complutense de Madrid, aunque fue principalmente conocido por su dedicación a la medicina deportiva.
En 1981 se convirtió en el jefe médico del Real Club Celta de Vigo (cargo que desempeñó hasta el año 2006), debido a que estaba considerado uno de los mayores especialistas de España en medicina deportiva en la especialidad de traumatología y cirugía ortopédica; en el año 1991 pasó a ser el médico de la selección española de fútbol, en donde coincidió con los siguientes seleccionadores: Vicente Miera, Javier Clemente, José Antonio Camacho, Iñaki Sáez y Luis Aragonés.
Con la selección española de fútbol participó en los Juegos Olímpicos de Barcelona 1992 (en donde la selección española consiguió la medalla de oro), así como los mundiales de Francia 1998, Corea del Sur / Japón 2002, Alemania 2006 y las eurocopas de Inglaterra 1996, Bélgica / Países Bajos 2000 y Portugal 2004.
Durante la guerra de Yugoslavia atendió personalmente a diversos refugiados de dicha guerra en su consulta privada de Vigo. Dejó su puesto en el club vigués en el año 2005.
Además también fue el fundador de la Asociación Española de Médicos de Fútbol.
El doctor Borrás falleció a consecuencia de un cáncer en mayo de 2008, durante su multitudinario funeral en Vigo, acudieron numerosas personalidades del mundo del deporte y de la política, como: Miguel Ángel Lotina, Iker Casillas, Raúl González Blanco, Míchel Salgado, Goran Đorović, Ángel María Villar, Abel Caballero, Carlos Mouriño, Alfonso del Corral, Patxi Salinas, Carmela Silva, Lázaro Albarracín, Luis Uranga, Álvaro Pino, Luis Aragonés, Corina Porro, Alberto Núñez Feijóo o Vlado Gudelj, entre muchos otros.

## Premios y reconocimientos
- Vigués distinguido en el año 2007.

- Los jugadores de la selección española de fútbol dedicaron su victoria en la final contra Alemania de la Eurocopa del año 2008 al doctor Borrás, desplegando una pancarta durante los festejos en Madrid, en la que se podía leer Va por ti Genaro.[18][19][20]

- Medalla de Plata de la Real Orden del Mérito Deportivo (abril de 2009).[21]

- Distinción al Mérito Deportivo de Galicia otorgada por la Junta de Galicia (mayo de 2011).[22][23]

- Trofeo Memorial Genaro Borrás de Tenis, trofeo anual organizado por el El Corte Inglés y el Club de campo de Vigo.[24]

- En el año 2011 el pleno del Ayuntamiento de Vigo acordó por unanimidad conceder el nombre de una calle a Genaro Borrás. La cual se encuentra situada en las inmediaciones de la Travesía de la Pastora de la ciudad olívica, muy cerca del Complejo Deportivo de As Travesas.[25]